# Marco Russ
Marco Russ (ur. 4 sierpnia 1985 w Hanau) – niemiecki piłkarz występujący na pozycji środkowego obrońcy. Od 2013 roku jest zawodnikiem Eintracht Frankfurt.

## Kariera klubowa
Russ jest wychowankiem klubu VfB Großauheim, w którym treningi rozpoczął w wieku 4 lat. W 1996 roku przeszedł do juniorów Eintrachtu Frankfurt. W sezonie 2004/2005 został włączony do pierwszej drużyny Eintrachtu, grającej w 2. Bundeslidze. W tych rozgrywkach zadebiutował 22 października 2004 w przegranym 1:2 meczu z SpVgg Greuther Fürth. Od czasu debiutu Russ pełnił rolę rezerwowego w Eintrachcie. W sezonie 2004/2005 rozegrał trzy ligowe spotkania, a w tabeli zajął z klubem 3. miejsce i awansował z nim do Bundesligi. W tej lidze zadebiutował 18 marca 2006 w wygranym 5:2 spotkaniu z MSV Duisburg. W 2006 roku zagrał z Eintrachtem w finale Puchar Niemiec, ale jego klub przegrał tam 0:1 z Bayernem Monachium. Od początku sezonu 2006/2007 Russ stał się podstawowym graczem Eintrachtu. 9 grudnia 2006 w przegranym 2:6 meczu z Werderem Brema zdobył pierwszą bramkę w trakcie gry w Bundeslidze. W sezonie 2007/2008 zajął z klubem 9. pozycję w lidze, która była najwyższą w trakcie gry z Eintrachtem w Bundeslidze.
W 2011 roku przeszedł do VfL Wolfsburg.

## Kariera reprezentacyjna
Russ rozegrał jedno spotkanie w reprezentacji Niemiec U-20. W 2006 roku został powołany do kadry U-21, jednak nie zdołał w niej zadebiutować.